# 동부 콘퍼런스 (NHL)
동부 콘퍼런스(영어: Eastern Conference, 프랑스어: Conférence de l'Est)에는 총 16개 팀으로 2개 디비전에 8팀으로 나뉘어 있다. 예전 명칭은 프린스 오브 웨일즈 콘퍼런스(Prince of Wales Conference)였다.
| 디비전        | 구단명                | 연고지                    | 경기장                     | 수용인원      | 창설          | 가맹          |
| 동부 콘퍼런스 | 동부 콘퍼런스         | 동부 콘퍼런스             | 동부 콘퍼런스              | 동부 콘퍼런스 | 동부 콘퍼런스 | 동부 콘퍼런스 |
| ------------- | --------------------- | ------------------------- | -------------------------- | ------------- | ------------- | ------------- |
| 애틀랜틱      | 보스턴 브루인스       | 매사추세츠주 보스턴       | TD 가든                    | 17,565명      | 1924년        | 1924년        |
| 애틀랜틱      | 버펄로 세이버스       | 뉴욕주 버펄로             | 키뱅크 센터                | 19,070명      | 1970년        | 1970년        |
| 애틀랜틱      | 디트로이트 레드윙스   | 미시간주 디트로이트       | 리틀시저스 아레나          | 20,000명      | 1926년        | 1926년        |
| 애틀랜틱      | 플로리다 팬서스       | 플로리다주 선라이즈       | BB&T 센터                  | 19,250명      | 1993년        | 1993년        |
| 애틀랜틱      | 카나디앵 드 몽레알    | 퀘벡주 몬트리올           | 상트르 벨                  | 21,287명      | 1909년        | 1917년        |
| 애틀랜틱      | 오타와 세너터스       | 온타리오주 오타와         | 캐네디언 타이어 센터       | 19,153명      | 1990년        | 1992년        |
| 애틀랜틱      | 탬파베이 라이트닝     | 플로리다주 탬파           | 벤치마크 인터내셔널 아레나 | 19,204명      | 1992년        | 1992년        |
| 애틀랜틱      | 토론토 메이플리프스   | 온타리오주 토론토         | 스코샤뱅크 아레나          | 18,819명      | 1917년        | 1917년        |
| 메트로폴리탄  | 캐롤라이나 허리케인스 | 노스캐롤라이나주 롤리     | PNC 아레나                 | 18,680명      | 1972년        | 1979년        |
| 메트로폴리탄  | 콜럼버스 블루재키츠   | 오하이오주 콜럼버스       | 네이션와이드 아레나        | 18,500명      | 1997년        | 2000년        |
| 메트로폴리탄  | 뉴저지 데블스         | 뉴저지주 뉴어크           | 프루덴셜 센터              | 17,625명      | 1974년        | 1974년        |
| 메트로폴리탄  | 뉴욕 아일런더스       | 뉴욕주 브루클린           | 바클레이스 센터            | 15,795명      | 1972년        | 1972년        |
| 메트로폴리탄  | 뉴욕 레인저스         | 뉴욕주 뉴욕               | 매디슨 스퀘어 가든         | 18,006명      | 1926년        | 1926년        |
| 메트로폴리탄  | 필라델피아 플라이어스 | 펜실베이니아주 필라델피아 | 엑스피니티 모바일 아레나   | 19,541명      | 1967년        | 1967년        |
| 메트로폴리탄  | 피츠버그 펭귄스       | 펜실베이니아주 피츠버그   | PPG 페인츠 아레나          | 18,387명      | 1967년        | 1967년        |
| 메트로폴리탄  | 워싱턴 캐피털스       | 워싱턴 D.C                | 캐피털 원 아레나           | 18,506명      | 1974년        | 1974년        |

## 역대 콘퍼런스 챔피언
| 시즌      | 우승팀                                                                    | 시즌 성적                                                                 |
| --------- | ------------------------------------------------------------------------- | ------------------------------------------------------------------------- |
| 1974~1975 | 버펄로 세이버스                                                           | 49승 16패 15무 승점 113점                                                 |
| 1975~1976 | 카나디앵 드 몽레알                                                        | 58승 11패 11무 승점 127점                                                 |
| 1976~1977 | 카나디앵 드 몽레알                                                        | 60승 8패 12무 승점 132점                                                  |
| 1977~1978 | 카나디앵 드 몽레알                                                        | 59승 10패 11무 승점 129점                                                 |
| 1978~1979 | 카나디앵 드 몽레알                                                        | 52승 17패 11무 승점 115점                                                 |
| 1979~1980 | 버펄로 세이버스                                                           | 47승 17패 16무 승점 110점                                                 |
| 1980~1981 | 카나디앵 드 몽레알                                                        | 45승 22패 13무 승점 103점                                                 |
| 1981~1982 | 뉴욕 아일런더스                                                           | 54승 16패 10무 승점 118점                                                 |
| 1982~1983 | 뉴욕 아일런더스                                                           | 42승 26패 12무 승점 96점                                                  |
| 1983~1984 | 뉴욕 아일런더스                                                           | 50승 26패 4무 승점 104점                                                  |
| 1984~1985 | 필라델피아 플라이어스                                                     | 53승 20패 7무 승점 113점                                                  |
| 1985~1986 | 카나디앵 드 몽레알                                                        | 40승 33패 7무 승점 87점                                                   |
| 1986~1987 | 필라델피아 플라이어스                                                     | 46승 26패 8무 승점 100점                                                  |
| 1987~1988 | 보스턴 브루인스                                                           | 44승 30패 6무 승점 94점                                                   |
| 1988~1989 | 카나디앵 드 몽레알                                                        | 53승 18패 9무 승점 115점                                                  |
| 1989~1990 | 보스턴 브루인스                                                           | 46승 25패 9무 승점 101점                                                  |
| 1990~1991 | 피츠버그 펭귄스                                                           | 41승 33패 6무 승점 88점                                                   |
| 1991~1992 | 피츠버그 펭귄스                                                           | 39승 32패 9무 승점 87점                                                   |
| 1992~1993 | 카나디앵 드 몽레알                                                        | 48승 30패 6무 승점 102점                                                  |
| 1993~1994 | 뉴욕 레인저스                                                             | 52승 24패 8무 승점 112점                                                  |
| 1994~1995 | 뉴저지 데블스                                                             | 22승 18패 8무 승점 52점                                                   |
| 1995~1996 | 플로리다 팬서스                                                           | 41승 31패 10무 승점 92점                                                  |
| 1996~1997 | 필라델피아 플라이어스                                                     | 45승 24패 13무 승점 103점                                                 |
| 1997~1998 | 워싱턴 캐피털스                                                           | 40승 30패 12무 승점 92점                                                  |
| 1998~1999 | 버펄로 세이버스                                                           | 37승 28패 17무 승점 91점                                                  |
| 1999~2000 | 뉴저지 데블스                                                             | 45승 24패 8무 5패 (연장전 패) 승점 103점                                  |
| 2000~2001 | 뉴저지 데블스                                                             | 48승 19패 12무 3패 (연장전 패) 승점 111점                                 |
| 2001~2002 | 캐롤라이나 허리케인스                                                     | 35승 26패 16무 5패 (연장전 패) 승점 91점                                  |
| 2002~2003 | 뉴저지 데블스                                                             | 46승 20패 10무 6패 (연장전 패) 승점 108점                                 |
| 2003~2004 | 탬파베이 라이트닝                                                         | 46승 22패 8무 6패 (연장전 패) 승점 106점                                  |
| 2004~2005 | 파업으로 인해 개최되지 않다.                                              | 파업으로 인해 개최되지 않다.                                              |
| 2005~2006 | 캐롤라이나 허리케인스                                                     | 52승 22패 8패 (연장전 패) 승점 112점                                      |
| 2006~2007 | 오타와 세너터스                                                           | 48승 25패 9패 (연장전 패) 승점 105점                                      |
| 2007~2008 | 피츠버그 펭귄스                                                           | 47승 27패 8패 (연장전 패) 승점 102점                                      |
| 2008~2009 | 피츠버그 펭귄스                                                           | 45승 28패 9패 (연장전 패) 승점 99점                                       |
| 2009~2010 | 필라델피아 플라이어스                                                     | 41승 35패 6패 (연장전 패) 승점 88점                                       |
| 2010~2011 | 보스턴 브루인스                                                           | 49승 29패 4패 (연장전 패) 승점 102점                                      |
| 2011~2012 | 뉴저지 데블스                                                             | 48승 28패 6패 (연장전 패) 승점 102점                                      |
| 2012~2013 | 보스턴 브루인스                                                           | 28승 14패 6패 (연장전 패) 승점 66점                                       |
| 2013~2014 | 뉴욕 레인저스                                                             | 45승 31패 6패 (연장전 패) 승점 96점                                       |
| 2014~2015 | 탬파베이 라이트닝                                                         | 50승 24패 8패 (연장전 패) 승점 108점                                      |
| 2015~2016 | 피츠버그 펭귄스                                                           | 48승 26패 8패 (연장전 패) 승점 104점                                      |
| 2016~2017 | 피츠버그 펭귄스                                                           | 50승 21패 11패 (연장전 패) 승점 111점                                     |
| 2017~2018 | 워싱턴 캐피털스                                                           | 49승 26패 7패 (연장전 패) 승점 105점                                      |
| 2018~2019 | 보스턴 브루인스                                                           | 49승 24패 9패 (연장전 패) 승점 107점                                      |
| 2019~2020 | 탬파베이 라이트닝                                                         | 43승 21패 6패 (연장전 패) 승점 92점                                       |
| 2020~2021 | 코로나-19 대유행으로 인해 4개 디비전으로 시즌이 시작되면서 우승팀이 없음. | 코로나-19 대유행으로 인해 4개 디비전으로 시즌이 시작되면서 우승팀이 없음. |
| 2021~2022 | 탬파베이 라이트닝                                                         | 51승 23패 8패 (연장전 패) 승점 110점                                      |
| 2022~2023 | 플로리다 팬서스                                                           | 42승 32패 8패 (연장전 패) 승점 92점                                       |
| 2023~2024 | 플로리다 팬서스                                                           | 52승 24패 6패 (연장전 패) 승점 110점                                      |

## 콘퍼런스 우승 횟수
| 횟수 | 팀                                                              |
| ---- | --------------------------------------------------------------- |
| 8회  | 카나디앵 드 몽레알                                              |
| 6회  | 피츠버그 펭귄스                                                 |
| 5회  | 뉴저지 데블스                                                   |
| 4회  | 필라델피아 플라이어스 탬파베이 라이트닝                         |
| 3회  | 버펄로 세이버스 뉴욕 아일런더스 보스턴 브루인스 플로리다 팬서스 |
| 2회  | 뉴욕 레인저스 캐롤라이나 허리케인스 워싱턴 캐피털스             |
| 1회  | 오타와 세너터스                                                 |

## 같이 보기
- 프린스 오브 웨일즈 트로피
- 프레지던츠 트로피